# Timonius insularis
Timonius insularis är en måreväxtart som beskrevs av Steven P. Darwin. Timonius insularis ingår i släktet Timonius och familjen måreväxter. Inga underarter finns listade i Catalogue of Life.